# 竹橋事件
竹橋事件（日语：／ Takebashi-jiken */?），又稱竹橋騷動或竹橋暴動，為發生於1878年（明治11年）8月23日，駐紮在竹橋附近的大日本帝國陸軍近衛軍部隊，發起的一次武裝叛亂事件。

## 背景
西南戰爭結束後，由於軍費開支龐大（四千一百六十萬元，賊軍只用七十萬元），使政府削減財政支出，而論功行賞之費用又被當官的克扣。大藏大臣大隈重信被認為是提出削減行賞的元兇。加上又取消了兵役制度中義務壯兵制的兵卒之退役金，另外家督繼承人更可免除被徵召等不公平待遇令士兵不滿。
7月上旬，跟軍官相比，兵卒的賞賜極少，不滿的馭卒長島竹四郎、馭卒小島萬助提出增加工資。8月上旬，他們與近衛步兵第2聯隊第2大隊第2中隊兵卒的三添卯之助接觸，也和近衛炮兵大隊第1小隊馭卒高橋小三郎、小川彌藏，東京駐軍預備役炮兵第1大隊的兵卒有了接觸。並與預備役炮兵第1大隊附內山定吾少尉、下副官梁田正直曹長、第1中隊平山荊火工下長（相當於一等軍曹）等將校級以下的軍官計劃及研究叛亂的時機。
内務省判任官十等屬西村織兵衛在事件發生前，於神田橋的公共廁所聽到三個近衛軍在廁所外商議叛亂計畫，立即返回內務省，通知大書記官武井守正此緊急事態。雖然計劃的消息被外泄，但仍未能阻止事件的發生。

## 事件經過
晚上11時，以駐守於東京都千代田區北之丸公園－－竹橋（たけばし）西側的近衛砲兵大隊竹橋部隊為中心合共259名官兵，帶著2門山炮發動叛亂。並將聽到吵鬧聲而趕到的大隊長宇都宮茂敏少佐及後來到達的值星官深沢巳吉大尉殺害。
另一方面，駐守東京的預備炮兵部隊最初不支持叛亂的岡本柳之助少佐突然接納內山少尉的建議以靜觀的姿勢轉換陣地退守，下午10點開始向飛鳥山行軍。暴動發生後仍繼續與部隊留守於飛鳥山。
剛離開砲兵隊的大門，近衛歩兵第1、第2連隊就已經出動，之後變成了槍戰。在戰鬥混亂中，叛軍對大蔵大臣大隈重信公邸進行砲擊，並放火燒營內馬厩以及幾家周圍的住房。長達一小時的戰鬥，鎮壓軍包括坂元彪少尉在內，2人死亡，4人受傷，而叛軍則有6人死亡，超過70個人被逮捕。
因這戰鬥大量消耗子彈，晚上12時，叛軍試圖衝進赤坂行宮內捕捉集會中的參議們。途中有超過20名被騎馬趕到的近衛局值星官說服投降返回營舍。剩餘94人到達作為臨時皇居的赤坂行宮。於正門大叫「願の趣きあり」。
正門的警備西宽二郎少佐率近衛歩兵隊阻止，叛軍雖然試著抵抗，但見到一個中隊的近衛歩兵持槍對峙，便士氣盡失。自知再抵抗也沒用的領導人之一兵士大久保忠八把槍口對腹部開槍自殺。其餘的人在24日凌晨1時半解除武裝投降。叛亂在開始後僅僅2個半小時便平定了。
另一方面，東京駐軍預備炮兵部隊的內山少尉帶幾名部下，到赤羽火藥庫去拿彈藥，但是此時暴動已經被鎮壓的。
同日上午8時，陸軍裁判所開始對早前被逮捕者進行審問。裁判長黒川通軌，評事山川浩中佐，權評事伏谷惇以及阪元純熙少佐，參座國司順正中佐，西寬二郎少佐，鑑岡信綱少佐，大島久直少佐，於10月15日作出以下判決，參與叛亂者中包括三添卯之助在內，55人於當日被槍決(其中的2個人在明年4月10日處死)，內山定吾少尉在內共118名准流刑(之後內山得到大赦)，懲役刑15名，鞭打及監禁1名，監禁4名。近衛炮兵大隊第2小隊長津田震一郎大尉、松尾三代太郎騎兵大尉剝奪官職徐役，甲斐宗義大尉降職，川上親枝中尉、池田綱平少尉、松村恒久大尉停職。包括沒直接參加案件的士兵，一般市民1名在內，全體受到處罰的人有394人。

## 影響
之後，為統一日本軍的思想而先後發佈了《軍人守則》（1872年）、《軍人訓誡》（1878年）、《軍人勅諭》（1882年），以及維持軍隊內部秩序而設立了憲兵部，又設立除近衛兵以外的皇宮警備組織（後來的皇宮警察）。
此事一直到太平洋戰爭結束後，事件的全貌才為人所知。